# Diocesi di Arpi
La diocesi di Arpi (in latino Dioecesis Arpina) è una sede soppressa e sede vescovile titolare della Chiesa cattolica.

## Storia
Incerta e controversa è l'esistenza storica di questa diocesi. Al concilio di Arles, in Gallia, celebrato il 1º agosto 314, prese parte il vescovo Pardo, il cui nome appare al 3º posto nella lista delle presenze, assieme al diacono Crescente, e al 17º posto tra le sottoscrizioni della lettera sinodale inviata a papa Silvestro I; in questa seconda lista il nome di Pardo non è seguita dalla sede di appartenenza, come invece appare nel primo elenco.
La partecipazione di Pardo al concilio di Arles sarebbe l'unica testimonianza storica dell'esistenza della diocesi di Arpi, di cui non sono noti altri vescovi. Gli atti del concilio sono riportati da alcuni manoscritti, dove però sono presenti diverse varianti relative alla sede di appartenenza di Pardo, tra cui Alpiensium, Alpientium, Ablentium, Salpiensium, Salpientium, Salpuensium. A seconda del manoscritto preso come riferimento, Pardo viene assegnato dagli eruditi del passato e dagli storici più recenti o alla diocesi di Arpi o alla diocesi di Salpi.
Il primo erudita ad affrontare la questione fu il gesuita francese Jacques Sirmond (1559-1651), che nel 1629 pubblicò in tre volumi l'opera Concilia antiqua Galliae, dove, prendendo come punto di riferimento il manoscritto più antico, il codice Lat. 12097 della Biblioteca nazionale di Francia (prima metà del VI secolo), interpretò la frase «Pandus episcopus, Criscens diaconus de civitate Alpiensium provincia Pulia» come «Pardus episcopus… de civitate Arpiensium», assegnando così il vescovo alla diocesi di Arpi.
Nel 1659 Ferdinando Ughelli (1595-1670) pubblicò il settimo volume della sua Italia sacra, che riguardava le diocesi della Lucania, della Basilicata e della Puglia. Parlando di Salpi, l'erudito cistercense sostiene che questa sede è di origini antichissime, poiché al concilio di Arles, «Pardus episcopus Alpiensium ex provincia Apuliae fuit; pro Alpiensi Salpiensis legendus» ("prese parte Pardo vescovo Alpiense della provincia della Puglia; al posto di Alpiense bisogna leggere Salpiense"). Nei primi decenni del secolo successivo Nicolò Coleti pubblicò la seconda edizione dell'Italia sacra, aggiungendo un decimo volume (1722) con supplementi, correzioni, appendici e indici: questo autore assegnò Pardo alla diocesi di Arpi, correggendo in questo modo l'ipotesi di Ughelli.
La lettura di Sirmond, corretta da Ughelli, ma ripresa da Coleti, fu adottata da altri eruditi e storici successivi, tra i quali Mansi,, Harnack,, Duchesne e Kehr. Anche Francesco Lanzoni (1862-1929) fece propria la lettura di Sirmond e azzardò l'ipotesi che il Pardo di Arpi fosse l'omonimo vescovo venerato a Larino.
Più recentemente, in alcuni suoi scritti, Giorgio Otranto ha smontato il dato tradizionale, affermando che, alla luce delle ultime risultanze della ricerca filologica sul concilio di Arles, così come emergono dall'edizione critica degli atti nei Concilia Galliae del «Corpus Christianorum Series Latina», la diocesi di Arpi non è mai esistita, ma è frutto della interpretazione fuorviante di Sirmond, che ha corretto Alpiensium con Arpiensium, invece di adottare la lezione (S)alpiensium. L'interpretazione di Otranto è fatta propria anche da Charles e Luce Pietri, editori della Prosopographie de l'Italie chrétienne.
Altri storici invece ritengono che l'interpretazione classica sia ancora quella da preferire; tra questi lo storico Michele Di Gioia, autore de La Chiesa di Foggia e i suoi Pastori (1982).
Dal 1966 Arpi è annoverata fra le sedi vescovili titolari della Chiesa cattolica; dal 26 marzo 2022 il vescovo titolare è Juan Carlos Asqui Pilco, vescovo ausiliare di Tacna e Moquegua e amministratore apostolico di Chuquibamba.

## Cronotassi

### Vescovi residenziali
- Pardo ? † (menzionato nel 314)

### Vescovi titolari
- Raffaele Pellecchia † (19 marzo 1967 - 28 giugno 1971 nominato vescovo di Castellammare di Stabia)
- Juan Félix Pepén y Soliman † (10 maggio 1975 - 21 luglio 2007 deceduto)
- Vincenzo Di Mauro (3 settembre 2007 - 22 novembre 2010 nominato arcivescovo, titolo personale, coadiutore di Vigevano)
- Juan Espinoza Jiménez (15 dicembre 2010 - 23 dicembre 2021 nominato vescovo di Aguascalientes)
- Juan Carlos Asqui Pilco, dal 26 marzo 2022